# Seznam španskih botanikov
Seznam španskih botanikov.

## C
- Carlos Pau Español
- Antonio José de Cavanilles
- Vicente Cervantes

## L
- Mariano Lagasca y Segura
- Andrés Laguna
- Benjamín Máximo Laguna

## M
- José Celestino Mutis

## Q
- José Quer y Martínez

## R
- Simón de Rojas Clemente y Rubio
- Ruiz y Pavón Hipolito Ruiz et José A. Pavón

## S
- Martín Sessé y Lacasta
- Eric Ragnor Sventenius

## V
- José Viera y Clavijo